# グレートブリテン王国の選挙
本項では、グレートブリテン王国にて行われた選挙について記す。同国での選挙は主に下院である庶民院の総選挙と補欠選挙であった。総選挙の日程は定められておらず、議会の召集と解散は王の大権の範囲内で、国王の大臣の助言によって行われた。同国で行われた最初の総選挙は1708年のもので、最後の総選挙は1796年のものである。
1801年1月1日にグレートブリテン王国はアイルランドと合同し、グレートブリテン及びアイルランド連合王国が成立している。これ以降の選挙についてはイギリスの選挙を参照。

## 選挙一覧
- 1707年イギリス総選挙
- 1708年イギリス総選挙
- 1710年イギリス総選挙
- 1713年イギリス総選挙
- 1715年イギリス総選挙
- 1722年イギリス総選挙
- 1727年イギリス総選挙
- 1734年イギリス総選挙
- 1741年イギリス総選挙
- 1747年イギリス総選挙
- 1754年イギリス総選挙
- 1761年イギリス総選挙
- 1768年イギリス総選挙
- 1774年イギリス総選挙
- 1780年イギリス総選挙
- 1784年イギリス総選挙
- 1790年イギリス総選挙
- 1796年イギリス総選挙

## 党派
グレートブリテン王国の政治はホイッグ党とトーリー党によって支配されていたものの、いずれも現代的な意味での政党ではなく、利益と個人によるゆるい同盟であった。ホイッグ党員には、プロテスタントによる王位継承にとても熱心であった有力な貴族家出身の者が多く含まれ、後に新興の工業従事者や都市の富裕な商人が支持したのに対し、トーリー党は地主貴族、イングランド国教会、スコットランド国教会と結びついていた。
国会議員は、とりわけ自治区（United Kingdom constituencies）において、今日よりもはるかに少ない有権者に訴えかける必要があった。腐敗選挙区や懐中選挙区の場合、通常、1人、或いは少数の人たちによって、票の過半数がコントロールされていた。このため組織された政党の力は弱められ、影響力のある個人が力を持つようになり、中には自分が支配する選挙区で当選した者もいた。また議席が現金で売られることもあった。この観点から、多くの議員は、たとえ議員生活の中でいずれかの「政党」に所属したとしても、基本的には無所属であった。

## 議員
イングランド・ウェールズにおける選挙区は、約百年に渡って不変であった。下に庶民院の議会の構成員と議席の表を示す。
| 地域           | BC  | CC | UC | 上院総議席数 | BM  | CM  | UM | 下院総議席数 |
| -------------- | --- | -- | -- | ------------ | --- | --- | -- | ------------ |
| イングランド   | 203 | 40 | 2  | 245          | 405 | 80  | 4  | 489          |
| ウェールズ     | 12  | 12 | 0  | 24           | 12  | 12  | 0  | 24           |
| スコットランド | 15  | 30 | 0  | 45           | 15  | 30  | 0  | 45           |
| 合計           | 230 | 82 | 2  | 314          | 432 | 122 | 4  | 558          |

上記の表について、BCはBorough or Burgh constituencies、CCはCounty constituencies、UCはUniversity constituenciesの略。MはMenbersでBM、CM、UMのB・C・Uは上記と同じ。いずれも選挙区の種別である。

## 地方統治
グレートブリテン王国には、現在理解されているような概念での地方選挙はほとんど存在しなかったとされる。地方自治は初歩的な形でしか存在せず、郡の民政の多くは選挙で選ばれない四季裁判所と治安判事によって行われていた。王都ロンドン（シティ・オブ・ロンドン）では、ロンドン公社（City of London Corporation）が1年に1度選挙を行っていたが、参政権が制限されてのものであり、一部の改良委員（improvement commissioners）は、共同選挙でないにしても、金銭を支払った者によって選出されていた。1835年には自治体法（Municipal Corporations Act 1835）も出ている。